# Аполлон (космический корабль)
«Аполлон» (англ. Apollo) — серия американских трёхместных космических кораблей, использованных в программах полётов к Луне «Аполлон», орбитальной станции «Скайлэб» и советско-американской стыковки ЭПАС. Программа завершена в 1975 году.

## Общая информация
Основное назначение — доставка астронавтов на Луну; также совершены беспилотные полёты и управляемые околоземные полёты; модификации «Аполлона» использовались для доставки трёх экипажей на орбитальную станцию «Скайлэб» и для стыковки с советским космическим кораблём «Союз-19» по программе «Союз» — «Аполлон». Корабль состоит из основного блока (спускаемый на Землю отсек экипажа и двигательный отсек) и лунного модуля (посадочная и взлётная ступени), в котором астронавты совершают посадку и стартуют с Луны.
Максимальная стартовая масса около 47 т, объём жилых отсеков 12,7 м³, максимальное время пребывания на Луне 75 часов. С 1968 по 1975 год запущено 15 космических кораблей с экипажами (всего 38 астронавтов), в том числе шесть «Аполлонов», которые успешно осуществили лунные экспедиции (с 1969 по 1972 год на «Аполлоне-11», -12, -14, -15, -16, -17). На Луну высаживались 12 астронавтов. На «Аполлоне-11» осуществлена первая посадка на Луну (Н. Армстронг, Б. Олдрин, 1969)
«Аполлон» — единственная серия космических кораблей, на которых люди покидали пределы низкой околоземной орбиты и преодолевали притяжение Земли, а также единственная, совершившая успешную посадку астронавтов на Луну и возвратившая их на Землю.

## Технические данные
Космический корабль «Аполлон» состоит из командного и служебного отсеков, лунного модуля и системы аварийного спасения.
| Модуль                                                 | Масса, кг   | Длина, м | Диаметр, м          |
| ------------------------------------------------------ | ----------- | -------- | ------------------- |
| Командный отсек (без системы аварийного спасения)      | 5470—5500   | 3,43     | 3,920               |
| Служебный отсек                                        | 22700—22800 | 4,0      | 3,91                |
| Лунный модуль                                          | 14500       | 7,6      | 10 (шасси выпущено) |
| Переходник крепления корабля «Аполлон» к ступени S-IVB | 1700—1800   |          |                     |

### Командный и служебный отсеки
Командный отсек является центром управления полётом. Все члены экипажа в течение полёта находятся в командном отсеке, за исключением этапа высадки на Луну. Командный отсек, в котором экипаж возвращается на Землю — всё, что остаётся от системы «Сатурн-5» — «Аполлон» после полёта на Луну. Служебный отсек несёт основную двигательную установку и системы обеспечения корабля «Аполлон».
Командный отсек разработан компанией North American Rockwell (США) и имеет форму конуса со сферическим основанием, диаметр основания 3920 мм, высота конуса 3430 мм, угол при вершине 60°, номинальный вес 5500 кг.
Командный отсек имеет герметическую кабину с системой жизнеобеспечения экипажа из трёх человек, систему управления и навигации, систему радиосвязи, систему аварийного спасения и теплозащитный экран. При возвращении на Землю командный модуль входит в атмосферу, выполняя аэродинамический спуск с двойным погружением и с помощью парашютной системы приводняется в акватории Мирового океана.

#### Оборудование командного отсека
В передней негерметизируемой части командного отсека размещены стыковочный механизм и парашютная система посадки, в средней части 3 кресла астронавтов, бортовой управляющий компьютер, пульт управления полётом и системой жизнеобеспечения и радиооборудование; в пространстве между задним экраном и гермокабиной размещено оборудование реактивной системы управления (РСУ).
Стыковочный механизм и деталь лунного модуля с внутренней нарезкой совместно обеспечивают жёсткую стыковку командного отсека с лунным кораблём и образуют туннель для перехода экипажа из командного отсека в лунный модуль и обратно.

#### Система жизнеобеспечения экипажа корабля «Аполлон»
Система жизнеобеспечения экипажа космического корабля «Аполлон» разработана и изготовлена фирмой Airsearch (США). Система обеспечивает поддержание в кабине корабля температуры в пределах 21—27 °C, влажности от 40 до 70 % и давления 0,35 кг/см². При подготовке к старту и при старте атмосфера в кабине состоит из 60 % кислорода и 40 % азота, в полёте эта смесь стравливается и заменяется чистым кислородом.
Система рассчитана на четырёхсуточное увеличение продолжительности полёта сверх расчётного времени, необходимого для экспедиции на Луну. Поэтому предусматривается возможность регулировки и ремонта силами экипажа, одетого в скафандры.
Имеется аварийная кислородная система, которая включается автоматически и обеспечивает подачу кислорода при падении давления в кабине, например при пробое кабины метеоритом.
В процессе квалификационных испытаний система жизнеобеспечения прошла проверку, имитирующую 14-суточный полёт корабля с экипажем из трёх человек.

#### Система аварийного спасения
Система аварийного спасения разработана компанией North American Rockwell (США). Если возникнет аварийная ситуация при старте ракеты-носителя «Аполлон» или потребуется прекратить полёт в процессе выведения корабля «Аполлон» на орбиту Земли, спасение экипажа осуществляется отделением командного отсека от ракеты-носителя с последующей посадкой его на Землю на парашютах.

#### Система связи командного отсека
Система связи командного отсека обеспечивает:
- Двустороннюю микрофонную связь экипажа с Землёй.
- Передачу с борта корабля телеметрической информации и приём команд с Земли.
- Приём с Земли и ретрансляцию на станции слежения закодированного шума на несущей частоте для определения курса и дальности корабля.
- Передачу на Землю телевизионных изображений. Для этих целей на командном отсеке установлена унифицированная в S-диапазоне и две УКВ приёмо-передающих радиостанции. Антенная система состоит из четырёх малонаправленных антенн и одной остронаправленной. Последняя имеет 4 параболических излучателя диаметром по 80 см, смонтирована на служебном отсеке и развёртывается в рабочее положение после выхода корабля на траекторию полёта к Луне.

#### Служебный отсек
Служебный отсек корабля «Аполлон» также разработан компанией North American Rockwell (США). Имеет форму цилиндра длиной 3943 мм и диаметром 3914 мм. С учётом длины сопла маршевого ЖРД, которое выходит наружу из корпуса, общая длина служебного отсека 7916 мм. От момента старта до входа в атмосферу служебный отсек жёстко соединён с командным отсеком, образуя основной блок корабля «Аполлон». Перед входом в атмосферу командный отсек отделяется от служебного отсека.
Общий вес служебного отсека 23,3 т, в том числе 17,7 т топлива. В отсеке размещена маршевая двигательная установка с ЖРД фирмы Aerojet General (США), ЖРД системы реактивного управления фирмы Marquardt (США), топливные баки и агрегаты двигательных установок и энергетическая установка на водородо-кислородных топливных элементах.
Служебный отсек обеспечивает все манёвры корабля на траектории полёта к Луне, коррекцию траектории, выход на орбиту Луны, переход с орбиты Луны на траекторию полёта к Земле и коррекцию траектории возвращения.

### Лунный модуль
Лунный модуль корабля «Аполлон» разработан компанией «Grumman» (США) и имеет две ступени: посадочную и взлётную. Посадочная ступень, оборудованная самостоятельной двигательной установкой и шасси, используется для снижения лунного корабля с орбиты Луны и мягкой посадки на лунную поверхность, и также служит стартовой площадкой для взлётной ступени. Взлётная ступень, с герметичной кабиной для экипажа и самостоятельной двигательной установкой, после завершения исследований стартует с поверхности Луны и на орбите стыкуется с командным отсеком. Разделение ступеней осуществляется при помощи пиротехнических устройств.

### Профиль посадки на Луну
Переход двух астронавтов в лунный модуль производился после того, как комплекс «Аполлон» выходил на целевую орбиту Луны. Пилот отводил лунный модуль на небольшое расстояние от командного отсека и разворачивал его с тем, чтобы пилот командного отсека мог визуально осмотреть состояние посадочного шасси. Затем, после отхода на безопасное расстояние от командного отсека, производилось включение главного двигателя лунного модуля на торможение (импульс продолжительностью 30 секунд). Данный манёвр снижал периселений лунного модуля до 15 км над лунной поверхностью: в этой точке корабль находился на расстоянии порядка 480 км от намеченного места посадки.
По достижении данной точки производилось второе, основное включение двигателя на торможение с целью снизить вертикальную и горизонтальную скорость лунного модуля до посадочных значений. Данная стадия полёта проходила под управлением бортового компьютера, получающего данные от посадочного радара. Управление кораблём производилось дросселированием тяги двигателя посадочной ступени и работой двигателей системы ориентации. По мере снижения до высоты порядка 3 км лунная кабина разворачивалась в вертикальное положение (посадочными опорами к грунту) и по курсу: именно в этот момент астронавты получали возможность видеть лунную поверхность через треугольные окна переднего обзора и, таким образом, перейти к заключительной части процедуры посадки. Этот участок начинался на высоте порядка 210 метров и на удалении около 600 м от намеченной точки посадки.
Посадка всех кораблей «Аполлон» происходила в полуавтоматическом режиме (также могли быть выбраны программы полностью автоматической и полностью ручной посадки). Командир лунного модуля, по мере снижения, ориентировался по характерным (заранее изученным и отмеченным на картах) особенностям рельефа (кратерам, трещинам и т. п.) и выполнял визуальный подбор посадочной площадки. Особая важность этой процедуры объяснялась тем, что при наземной подготовке пилотов использовались фотокарты зон посадки, полученные с автоматических станций; как правило, они обладали недостаточно высоким разрешением, и при ближайшем рассмотрении с малой высоты назначенная точка могла например, оказаться заваленной довольно крупными камнями. С учётом этого пилот, при необходимости, уводил корабль от непригодных участков. Время, отведённое на выполнение этого манёвра, было ограничено запасом топлива и составляло около двух минут. Тягу посадочного двигателя (и таким образом, вертикальную скорость снижения) регулировала автоматика (на некоторых экспедициях, однако, её вручную регулировал пилот). Момент посадки определялся уходом выбранного участка поверхности из поля зрения при движении по направлению к этому участку: с этой целью пилот выбирал подходящий заметный ориентир. В момент, когда ориентир уходил под корабль, производилась посадка. Пилот отслеживал вертикальную и поступательную скорость модуля, приводя её к околонулевой (по сути, производилось зависание на высоте нескольких метров). В момент касания грунта щупами посадочных опор вспыхивала сигнальная лампа «Контакт»: по данному сигналу пилот выключал посадочный двигатель и выполнялась собственно посадка.
На любом этапе программы посадки имелась возможность аварийного прекращения программы: в этом случае производилось отделение посадочной ступени, включение двигателя взлётной ступени и возвращение её на орбиту Луны для последующей стыковки с орбитальным кораблём.
Лунные модули для последних трёх экспедиций программы «Аполлон» (-15, −16 и −17) были значительно модернизированы в сторону увеличения полезной нагрузки и времени автономного существования. Посадочный двигатель был оснащён дополнительным сопловым насадком длиной 254 мм, увеличен объём баков топливных компонентов. Время зависания над лунным грунтом и посадочный вес были также увеличены путём некоторого пересмотра программы посадки: первоначальный тормозной импульс на сход с орбиты Луны производился ещё до отделения лунного модуля от командно-сервисного модуля, двигателем последнего (начиная с Аполлона-14). Эти меры позволили доставлять на Луну колёсный транспортёр LRV и увеличили возможное время пребывания на поверхности Луны до трёх суток.